# Fatty bistro
Pour plus de détails, voir Fiche technique et Distribution.
Fatty bistro  (titre original : Out West) est une comédie  burlesque américaine réalisée par Roscoe Arbuckle, sortie le 20 janvier 1918.

## Synopsis
Les trois compères de la série se retrouvent dans un saloon. Fatty, vagabond de l’Ouest, se fait engager comme barman, dont Buster est le patron et shérif appliquant la loi d’une manière très particulière. Al St. John est Wild Bill Hickup le bandit et méchant.
Alice Lake tente de ramener un peu de piété dans ce monde de brute et aura bien du mal.

## Fiche technique
- Titre : Fatty bistro
- Titre original : Out West
- Réalisation : Roscoe Arbuckle
- Scénario : Natalie Talmadge
- Photographie : George Peters
- Montage : Herbert Warren
- Producteur : Joseph M. Schenck
- Studio de production : Comique Film Corporation
- Société de distribution : Paramount Pictures
- Pays de production :  États-Unis
- Langue : film muet avec les intertitres en anglais
- Format : Noir et blanc — 35 mm — 1,33:1 — Muet
- Genre : Comédie, Film burlesque
- Longueur : deux bobines
- Durée : 21 minutes (Deux bobines)

## Distribution
- Roscoe "Fatty" Arbuckle : Fatty barman
- Buster Keaton : Shérif et patron du saloon
- Al St. John : Wild Bill Hickup
- Alice Lake : la jeune fille de l’Armée du salut
- Joe Keaton : un passager
- Ernie Morrison Sr.

## À noter

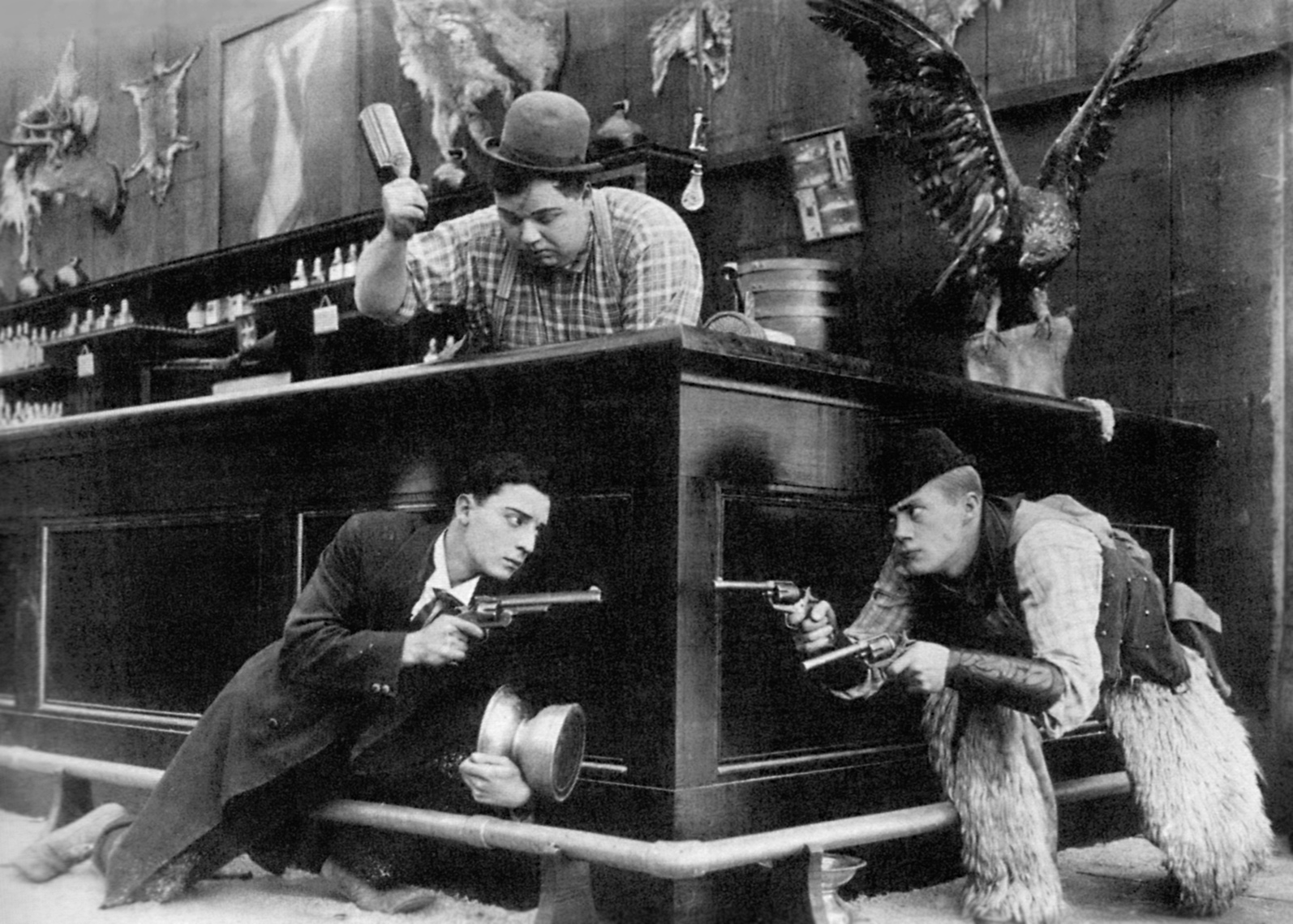
Scène tirée du film, avec Buster Keaton, Roscoe "Fatty" Arbuckle tenant une bouteille, et Al St. John.

- Le film a été tourné dans le canyon San Gabriel près de Los Angeles, Californie, et aux studios the Balboa Amusement Producing Company à Long Beach
- Le film est également connu sous le titre alternatif de The Sheriff, titre original principal d'une autre production de Fatty la même année : Fatty shérif[1]